# Тимелія-темнодзьоб
Тиме́лія-темнодзьо́б (Stachyris) — рід горобцеподібних птахів родини тимелієвих (Timaliidae). Представники цього роду мешкають в Гімалаях і Південно-Східній Азії.

## Види
Виділяють тринадцять видів:
- Тимелія-темнодзьоб чорногорла (Stachyris nigricollis)
- Тимелія-темнодзьоб білогруда (Stachyris grammiceps)
- Тимелія-темнодзьоб рудогуза (Stachyris maculata)
- Тимелія-темнодзьоб вохриста (Stachyris nigriceps)
- Тимелія-темнодзьоб світлоока (Stachyris poliocephala)
- Тимелія-темнодзьоб китайська (Stachyris nonggangensis)[6]
- Тимелія-темнодзьоб лаоська (Stachyris herberti)
- Тимелія-клинодзьоб чорновола (Stachyris humei)
- Тимелія-клинодзьоб світловола (Stachyris roberti)
- Тимелія-темнодзьоб сірощока (Stachyris leucotis)
- Тимелія-темнодзьоб біловола (Stachyris thoracica)
- Тимелія-темнодзьоб асамська (Stachyris oglei)
- Тимелія-темнодзьоб червоногруда (Stachyris strialata)

## Етимологія
Наукова назва роду Stachyris походить від сполучення слів дав.-гр. σταχυς — колос і ῥις — ніздря.